# Gagaouze
Cet article concerne la langue gagaouze. Pour le peuple gagaouze, voir Gagaouzes.
Le gagaouze (autonyme : Gagauz dili, Gagauzça ou Gökoğuzca) est une langue turcique parlée par les Gagaouzes, peuple turcophone et chrétien orthodoxe vivant dans les régions constituant de nos jours l'Ukraine, la Moldavie, la Roumanie, la Bulgarie et la Macédoine du Nord. Officiellement, il est parlé par environ 162 200 personnes et il est langue officielle en Gagaouzie, région autonome de la Moldavie, mais n'est pratiqué au quotidien que par environ 50 000 personnes, car les Gagaouzes de Moldavie et d'Ukraine s'expriment usuellement en russe depuis le XIXe siècle,. Le gagaouze balkanique, aussi appelé « turc balkanique » (autonyme Rumeli Türkçesi), est parlé en Bulgarie et dans les régions de Kumanovo et Bitola en Macédoine du Nord par les turcophones chrétiens.

## Histoire, écriture et dénomination
Jusqu'en 1812, les Gökoğuz (« Oghouzes du ciel bleu » en turc), Гаговцъ (Gagovtsy) en bulgare (et russe), Găgăuți en roumain, vivaient dans la région de Dobroudja au Sud des bouches du Danube, dépendaient religieusement de l'exarchat de Brăila du Patriarcat de Constantinople et utilisaient l'alphabet grec pour transcrire leur langue. Cette année-là, à la suite de l'annexion par l'Empire russe du Boudjak situé au nord des bouches du Danube (au traité de Bucarest), un échange de populations eut lieu : les Tatars et les Turcs du Boudjak, musulmans, furent expulsés vers la Dobroudja restée ottomane (aujourd'hui partagée entre la Roumanie et la Bulgarie) tandis que des Gagaouzes et des Bulgares de Dobroudja, orthodoxes, vinrent s'installer à leur place dans le Boudjak, dans la nouvelle province russe de Bessarabie (aujourd'hui partagée entre la Moldavie et l'Ukraine).
Là, les Gagaouzes relevaient désormais (et jusqu'à nos jours) du Patriarcat de Moscou. Des écoles en langue russe furent ouvertes pour eux et en 1895, une variante de l'alphabet cyrillique fut créée par Mikhail Tchakir pour leur langue. En 1918, lorsque la république démocratique moldave nouvellement proclamée s'unit à la Roumanie, les Gagaouzes passèrent à l'alphabet roumain, proche de celui utilisé par le turc, puis à l'alphabet Tchakir latin, pour finalement passer à nouveau, après l'annexion de la région par l'URSS en 1940, à l'alphabet cyrillique (sous diverses formes, russe ou moldave).
Après la dislocation de l'URSS, les Gagaouzes et leur leader Stepan Topal cherchèrent à affirmer leur identité et créèrent, là où cela leur fut possible (c'est-à-dire uniquement en Moldavie) leur région autonome, en rejetant les dénominations Gagovtsy (Гаговцъ) devenue péjorative et Gökoğuz jugée trop proche du nationalisme turc, pour adopter celle de Gagauzy (Гагау́зы) et de Gagauzça ; quant à l'écriture, ils adoptèrent en 1993 un alphabet latin proche de celui utilisé par le moldave et le turc.

### Évolutions
| Alphabet cyrillique de Moşkov (1895) | Alphabet cyrillique de Çakir (1909) | Alphabet latin de Çakir (1932) | Alphabet cyrillique de 1957 (1re variante) | Alphabet cyrillique de 1957 (2e variante) | Alphabet latin altaïque contemporain |
| ------------------------------------ | ----------------------------------- | ------------------------------ | ------------------------------------------ | ----------------------------------------- | ------------------------------------ |
| А а, Ā ā                             | А а                                 | A a                            | А а                                        | А а                                       | A a                                  |
| Ӓ ӓ, Ǟ ǟ                             | Я я                                 | Ia ia                          | Аь аь                                      | Ӓ ӓ                                       | Ä ä                                  |
| Б б                                  | Б б                                 | B b                            | Б б                                        | Б б                                       | B b                                  |
| В в                                  | В в                                 | V v                            | В в                                        | В в                                       | V v                                  |
| Г г                                  | Г г                                 | G g                            | Г г                                        | Г г                                       | G g                                  |
| Д д                                  | Д д                                 | D d                            | Д д                                        | Д д                                       | D d                                  |
| Е е, Ē ē                             | Е е                                 | E e                            | Е е                                        | Е е                                       | E e, Ye ye                           |
| —                                    | —                                   | —                              | Ё ё                                        | Ё ё                                       | Yo yo                                |
| Ж ж                                  | Ж ж                                 | J j                            | Жж                                         | Жж                                        | J j                                  |
| Џ џ                                  | Дж дж                               | Gi gi                          | Дж дж                                      | Ӂ ӂ (à partir de 1968)                    | C c                                  |
| З з, Ӡ ӡ                             | З з                                 | Ƶ ƶ                            | З з                                        | З з                                       | Z z                                  |
| I i, Ī ī                             | И и, I i                            | I i                            | И и                                        | И и                                       | İ i                                  |
| J j                                  | Й й                                 | —                              | Й й                                        | Й й                                       | Y y                                  |
| К к                                  | К к                                 | C c                            | К к                                        | К к                                       | K k                                  |
| Л л, L l                             | Л л                                 | L l                            | Л л                                        | Л л                                       | L l                                  |
| М м                                  | М м                                 | M m                            | М м                                        | М м                                       | M m                                  |
| Н н                                  | Н н                                 | N n                            | Н н                                        | Н н                                       | N n                                  |
| О о, Ō ō                             | О о                                 | O o                            | О о                                        | О о                                       | O o                                  |
| Ӧ ӧ, Ȫ ȫ                             | Ё ё                                 | Io io                          | Оь оь                                      | Ӧ ӧ                                       | Ö ö                                  |
| П п                                  | П п                                 | P p                            | П п                                        | П п                                       | P p                                  |
| Р р                                  | Р р                                 | R r                            | Р р                                        | Р р                                       | R r                                  |
| С с                                  | С с                                 | S s                            | С с                                        | С с                                       | S s                                  |
| Т т                                  | Т т                                 | T t                            | Т т                                        | Т т                                       | T t                                  |
| У у, Ӯ ӯ                             | У у                                 | U u                            | У у                                        | У у                                       | U u                                  |
| Ӱ ӱ                                  | Ю ю                                 | Iu iu                          | Уь уь                                      | Ӱ ӱ                                       | Ü ü                                  |
| Ф ф                                  | Ф ф                                 | F f                            | Ф ф                                        | Ф ф                                       | F f                                  |
| Х х, H h                             | Х х                                 | H h                            | Х х                                        | Х х                                       | H h                                  |
| Ц ц                                  | Ц ц                                 | Ţ ţ                            | Ц ц                                        | Ц ц                                       | Ţ ţ                                  |
| Ч ч                                  | Ч ч                                 | Ci ci                          | Ч ч                                        | Ч ч                                       | Ç ç                                  |
| Ш ш                                  | Ш ш                                 | Ş ş                            | Ш ш                                        | Ш ш                                       | Ş ş                                  |
| —                                    | —                                   | —                              | Щ щ                                        | Щ щ                                       | —                                    |
| —                                    | ъ                                   | —                              | ъ                                          | ъ                                         | —                                    |
| ы, ы̄                                 | ы                                   | Î î, Â â                       | Ы ы                                        | Ы ы                                       | I ı                                  |
| —                                    | ь                                   | —                              | ь                                          | ь                                         | —                                    |
| —                                    | Э э                                 | Ă ă                            | Э э                                        | Э э                                       | E e                                  |
| —                                    | —                                   | —                              | Ю ю                                        | Ю ю                                       | Yu yu                                |
| —                                    | —                                   | —                              | Я я                                        | Я я                                       | Ya ya                                |

### Standardisation
Le 23 juillet 2014, une série de règles orthographiques sont approuvées par les instances dirigeantes de la république autonome (l'Assemblée populaire de Gagaouzie et le Comité exécutif de la République) en accord avec les institutions liées à l'enseignement supérieur. Ce document, intitulé Правила орфографии и пунктуации гагаузского языка (Règles de l'orthographe et de la ponctuation de la langue gagaouze), vise à doter la langue d'un standard orthographique dont il était auparavant dépourvu, et rappelle que l'écriture du gagaouze (en Gagaouzie) au moyen de l'alphabet latin est la norme depuis 1993, conformément à la loi.

## Dialectes
On distingue deux principaux dialectes du gagaouze dans la république autonome : celui dit de "Chadyrlungsko-Komrat" (central) et celui de "Vulcanechti" au Sud (Vulcănești en roumain), mais il existe également des dialectes mixtes et transitoires. Le dialecte le plus proche du turc anatolien est celui du Sud. Dans la péninsule des Balkans, le nombre de dialectes est beaucoup plus élevé et on trouve des dialectes du gagaouze en Bulgarie, qui sont à leur tour divisés en parlers locaux. On trouve également d'autres dialectes très proches du gagaouze parlé en Moldavie dans le reste des Balkans : le gagaouze balkanique, qui malgré son nom est bel et bien différent.

## Exemples

### Pronoms personnels
- Bän : Je
- Sän : Tu
- O : Il, elle, on
- Biz : Nous
- Siz : Vous
- Onnar : Ils, elles

### Lexique
Même si le gagaouze est une langue turque et utilise donc un vocabulaire commun avec ses langues sœurs (ou aux emprunts faits par celles-ci), on constate que certains mots sont directement issus des langues indo-européennes avec lesquelles les Gagaouzes ont été en contact, que ce soit par le biais de communication avec d'autres populations, ou par celui de la politique de russification à l'époque de la Russie impériale, puis de l'URSS.
| Turc             | Gagaouze        | Moldave/Roumain | Langues slaves (bulgare, russe et/ou ukrainien) | Français   |
| ---------------- | --------------- | --------------- | ----------------------------------------------- | ---------- |
| Evet             | Da              | Da              | Да (Da)                                         | Oui        |
| İnsan            | İnsan           | Om              | Человек (Tchelov'ek) (rus.)                     | Homme      |
| Selam            | Seläm           | Salut           | Привет (Priv'et) (rus.)                         | Salut      |
| Sabah            | Sabaa           | Dimineață       | Утро (Outro) (rus.)                             | Matin      |
| Akşam            | Avşam           | Seară           | Вечер (Vetcher)                                 | Soir       |
| Öğrenci          | Student         | Student         | Студент (Stoud'ent)                             | Étudiant   |
| Araba            | Maşına          | Mașină          | Машина (Machina)                                | Voiture    |
| Torun            | Unuku           | Nepot           | Онук (Onouk) (ukr.)                             | Petit-fils |
| Anne             | Ana/Mamu        | Mamă            | Мама (Mama)                                     | Maman      |
| Armonik          | Garmon          | Acordeon        | Гармон (Garmon rus./ Harmon ukr.)               | Accordéon  |
| Kilise           | Klisä           | Biserică        | Церковь (Tserkov') (rus.)                       | Église     |
| Aile             | Aylä            | Familie         | Семья (Sem'ya) (rus.)                           | Famille    |
| Ordu             | Armata          | Armată          | Армия (Armiya)                                  | Armée      |
| Belediye başkanı | Primar          | Primar          | Мэр (Mèr) (rus.)                                | Maire      |
| Büyükanne        | Babu            | Bunică          | Бабушка (Babouchka) (rus.)                      | Grand-mère |
| Çanta            | Canta           | Geantă          | Сумка (Soumka rus.)                             | Sac        |
| Allah            | Allah/Allaa     | Dumnezeu        | Бог (Boh)                                       | Dieu       |
| Okul             | Okul / Şkola    | Școală          | Школа (Chkola rus.)                             | École      |
| Çiftlik          | Çiftlik / Ferma | Gospodărie      | Ферма (Ferma)                                   | Ferme      |
| Havuç            | Morkva          | Morcov          | Морковь (Morkov' rus.)                          | Carotte    |

Il faut noter la présence de mots d'origine grecque introduits dans la langue, notamment grâce aux contacts avec l'Église orthodoxe grecque (les Gagaouzes sont des turcophones dont la quasi-totalité est de confession orthodoxe). Par exemple : Fasülä (haricot), Ayoz (saint), Stavroz (croix), Yortu (vacances), Klisä (église), Popaz (prêtre).

## Grammaire

### L'expression du verbe «être»
Şöfer : chauffeur
- Bän şöferim
- Sän şöfersin
- O şöfer
- Biz şöferiz
- Siz şöfersiniz
- Onnar şöfer

Balaban : grand
- Bän balabanım
- Sän balabansın
- O balaban
- Biz balabanız
- Siz balabansınız
- Onnar balaban

Küçük : petit
- Bän küçüüm
- Sän küçüksün
- O küçük
- Biz küçüüz
- Siz küçüksünüz
- Onnar küçük

Boş : nu
- Bän boşum
- Sän boşsun
- O boş
- Biz boşuz
- Siz boşsunuz
- Onnar boş

Le gagaouze, comme les autres langues turques, ne différencie pas le masculin et le féminin, ainsi "Elle est petite" se traduit par "O küçük".

## Base du système verbal
En gagaouze, la conjugaison fonctionne sur le principe d'harmonie vocalique, ainsi, pour chaque temps  il y a plusieurs variantes possibles.

### Présent actuel
| Singulier   | Pluriel       |
| ----------- | ------------- |
| Bän alêrım  | Biz alêrız    |
| Sän alêrsın | Siz alêrsınız |
| O alêr      | Onnar alêrlar |

| Singulier     | Pluriel         |
| ------------- | --------------- |
| Bän uyuyêrım  | Biz uyuyêrız    |
| Sän uyuyêrsın | Siz uyuyêrsınız |
| O uyuyêr      | Onnar uyuyêrlar |

La présence du y est nécessaire lorsque deux voyelles différentes se côtoient.
Exemple : « - Büün bän musaafırlik evindä uyuyêrım - Pek islää, yaarın görüşüceyiz !» (Traduction : « - Aujourd'hui je dors à l'hôtel - Très bien, on se voit demain !»)
| Singulier    | Pluriel        |
| ------------ | -------------- |
| Bän giderim  | Biz gideriz    |
| Sän gidersin | Siz gidersiniz |
| O gider      | Onnar giderler |

| Singulier    | Pluriel        |
| ------------ | -------------- |
| Bän görerim  | Biz göreriz    |
| Sän görersin | Siz görersiniz |
| O görer      | Onnar görerler |

### Passé accompli
| Singulier | Pluriel       |
| --------- | ------------- |
| Bän aldım | Biz aldık     |
| Sän aldın | Siz aldınız   |
| O aldı    | Onnar aldılar |

| Singulier  | Pluriel        |
| ---------- | -------------- |
| Bän uyudum | Biz uyuduk     |
| Sän uyudun | Siz uyudunuz   |
| O uyudu    | Onnar uyudular |

| Singulier  | Pluriel        |
| ---------- | -------------- |
| Bän gittim | Biz gittik     |
| Sän gittin | Siz gittiniz   |
| O gitti    | Onnar gittiler |

Après les lettres ç f h k p s ş t, la lettre d se transforme en t.
Exemple : « -Neredä işleersiniz ? -Bän işleerim universitettä» (« -Où travaillez-vous - Je travaille à l'université »).
| Singulier  | Pluriel        |
| ---------- | -------------- |
| Bän gördüm | Biz gördük     |
| Sän gördün | Siz gördünüz   |
| O gördü    | Onnar gördüler |

### Futur
| Singulier  | Pluriel         |
| ---------- | --------------- |
| Bän alacam | Biz alaceyız    |
| Sän alacan | Siz alaceksınız |
| O alacek   | Onnar alaceklar |

| Singulier    | Pluriel           |
| ------------ | ----------------- |
| Bän uyuyacam | Biz uyuyaceyım    |
| Sän uyuyacan | Siz uyuyaceksınız |
| O uyuyacek   | Onnar uyuyaceklar |

| Singulier   | Pluriel          |
| ----------- | ---------------- |
| Bän gidecäm | Biz gideceyiz    |
| Sän gidecän | Siz gideceksiniz |
| O gidecek   | Onnar gidecekler |

| Singulier   | Pluriel          |
| ----------- | ---------------- |
| Bän görecäm | Biz göreceyiz    |
| Sän görecän | Siz göreceksiniz |
| O görecek   | Onnar görecekler |